# Нацуме Сосеки
Нацуме Сосеки (јап. 夏目 漱石; Токио, 9. фебруар 1867 — Токио, 9. децембар 1916), рођен као Нацуме Киносуке (јап. 夏目 金之助), сматра се једним од најреномиранијих јапанских писаца Меиђи периода (1868–1912). Његова најпознатија дела су романи „Душа” (јап. こころ, кокоро), „Дечак” (јап. 坊っちゃん, боћан), „Ја сам мачка” (јап. 吾輩は猫である, вагахаи ва неко деару), као и његово незавршено дело „Светлост и тама” (јап. 明暗, меиан). Теме којима се често бавио биле су отуђење у модерном друштву, потрага за моралношћу као и тешкоће у комуникацији између људи. Сосеки је поред писања романа писао и хаику поезију, поезију у кинеском стилу и бајке, али се бавио и изучавањем енглеске књижевности. У периоду од 1984. до 2004. његов портрет се налазио на јапанском апоену од 1000 јена.

## Биографија
Нацуме Сосеки рођен је као Нацуме Киносуке у Токију (тада званом Едо), као шесто и најмлађе дете у породици. Његов отац, Наокацу, био је наследи поглавар једног градића у регији Токија. Када се Сосеки родио, отац му је имао већ педесет година, а његова мајка, Ћие, четрдесет и једну, а рађање деце се у позним годинама у то време сматрало за срамоту породице, те је непосредно по рођењу дат на старање људима који су држали градску пиљару. При једној од посета, Сосекијева сестра је открила да су га његови старатељи преко дана па све до затварања пиљаре касно у ноћ држали затвореног у кавезу од бамбуса негде у задњем делу радње. Она није могла да издржи да види брата у таквом стању, те га је повела назад кући. Међутим, када је Сосеки напунио годину дана, поново је дат на старање - овога пута старом кућном слуги Шиобари Масаносукеу и његовој жени. Он је код нових старатеља остао све до своје девете године, када се њих двоје разводе, па се после овога поново у своју породичну кућу. Ни овога пута није био добродошао код куће: отац га је гледао као на сметњу и захтевао је од Сосекија да га ословљава са "деда". Мајка га је при повратку дочекала са добродошлицом, али на Сосекијеву жалост, она је већ у његовој четрнаестој години умрла, као и његова два старија брата. Ови догађаји из пишчевог раног детињства су тешко утицали на њега и касније цу се испољавали у виду велике несигурности, као и мотива самоће и усамљености у његовим делима.
Сосеки је започео образовање у Првој токијској средњој школи где је стекао основно знање о кинеској поезији и јаку жељу за писањем. Насупрот противљењу породице на такав корак, он се ипак уписао на Токијски царски универзитет септембра 1884. године. Иако га је више интересовала кинеска поезија, Сосеки је почео да учи енглески језик, и да пише о Валтеру "Валту" Витману и другим енглеским писцима.
Године 1887, Сосеки је упознао писца Масаоку Шикија, пријатеља који ће му доста помоћи на његовом путу да постане писац. Шики га је највише подучавао хаику поезији, и од тада је почео да се потписује псеудонимом Сосеки (јап. 漱石, кинсеки идиом који би се превео као тврдоглав или упоран). Три године касније, 1890. године, Сосеки је прешао на катедру за енглеску књижевност и брзо усавршио енглески језик. Већ 1893. године, Сосеки је дипломирао и привремено се запослио као учитељ у једној токијској школи.
Године 1895, Сосеки је почео да предаје у средњој школи у префектури Ехиме на Шикокуу. Управо ова школа му је касније послужила као место радње његовог романа „Дечак” из 1906. године. Током рада у овој школи, Сосеки је у неколико новина објављивао хаику поезију и поезију у кинеском стилу. Међутим, 1896. године даје отказ у школи и прелази да ради у Петој гимназији у Кумамотоу, а већ јуна исте године се жени са Кјоко Накане, ћерком главног секретара парламента.

## Боравак у Великој Британији (1901—1903)
Године 1900, јапанска влада шаље Сосекија на студије у Велику Британију, као првог јапанског стручњака за енглеску књижевности. Сосеки је отишао до Кембриџа, међутим, брзо је одустао од идеје да тамо студира због мањка новчаних средстава стипендије коју му је уручила јапанска влада. Уместо тога, он се уписао на Лондонски универзитетски колеџ. Пријатељи који су га познавали били су забринути за њега, тврдећи да скоро уопште није излазио напоље, проводећи све своје време уз књиге у својој соби.
Сосеки је током свог боравка у Великој Британији променио укупно четири смештаја, од којих му је највише одговарао последњи (код сестара Присиле и Елизабет Лејл из Клапхајма). Пет година касније, у уводу свог дела „Књижевна критика”, описао је тај период свог живота речима:
Две године проведене у Лондону, биле су две најнепријатније године мог живота. Међу енглеском господом живео сам у беди, као пас луталица у чопору вукова.
Добро се слагао са сестрама Лејл, које су такође делиле љубав према књижевности (поготову према делима Вилијама Шекспира) и течно говориле француски језик. Оне су му помагале да превазиђе личне несигурности и чак су га навеле и на вожњу бицикла. Иако је био сиромашан, усамљен и имао менталних проблема, Сосеки је успео да савлада знање из енглеске књижевности, након чега се вратио у Јапан 1903. године.
По повратку у домовину, Сосеки се запослио на Токијском царском универзитету као професор теорије књижевности и књижевне критике.